# Schloss Fürstenstein (Fürstenstein)
Schloss Fürstenstein in der niederbayerischen Gemeinde Fürstenstein im Landkreis Passau ist neben der Saldenburg und der Englburg eines der drei namengebenden Bauwerke des Dreiburgenlandes im Bayerischen Wald. Es steht auf einem 578 Meter hohen Felsen. Die Anlage wird als Bodendenkmal unter der Aktennummer D-2-7245-0031 im Bayernatlas als „untertägige spätmittelalterliche und frühneuzeitliche Befunde im Bereich der Burg und des späteren Schlosses Fürstenstein“ geführt. Ebenso ist es ein denkmalgeschütztes Baudenkmal unter der Aktennummer D-2-75-121-5.

## Geschichte
Das Schloss erhebt sich weithin sichtbar auf einer Anhöhe rund 70 Meter über der Straßenkreuzung am Fuß des Ortes. Die Burg wurde durch den namensgebenden Fürsten Herzog Albrecht I. von Bayern innerhalb des Zeitraums zwischen 1347 und 1365 erbaut. Erstmals urkundlich erwähnt wurde Fürstenstein 1365. In dieser Urkunde wird es bezeichnet als „Stein den der Hochgeporn Fürst Herzog Albrecht hat gepauet“.
1366 war Albrecht der Puchberger Pfleger im Dienst des bayerischen Herzogs. 1381 überließ Herzog Albrecht I. die Burg dem Landgrafen Johann von Leuchtenberg als Leibgeding, 1396 erhielt sie Wilhelm Puchberger. Dessen Sohn Wilhelm verkaufte die Burg nach dem Tod seines Vaters im Jahr 1416 an seine Neffen Georg und Asam zu Winzer. Asam, durch Vertrag bald Alleinbesitzer, verkaufte die Burg 1435 für 2800 Dukaten an Bischof Leonhard von Passau.
Dieser Verkauf wurde 1437 rückgängig gemacht und einer der Söhne Asams namens Hartlieb wurde Burgherr. Er starb 1460, und seine Tochter Elisabeth verkaufte 1476 Fürstenstein an die Schwarzensteiner zu Englburg. Die älteste Ansicht Fürstensteins findet sich in den Landtafeln Apians von 1566. Artolf (Ortolf) Schwarzensteiner ließ die Burg 1570 zum Schloss ausbauen. Nach dem Aussterben der Schwarzensteiner im Jahr 1617 fiel es den Grafen von Taufkirchen zu. Durch Heirat kam es in gemeinsamen Besitz an Wilhelm Notthafft von Wernberg und Christoph von Thürheim. Unter Wilhelms und Christophs Herrschaft wurde 1625 eine Schloss-Kaplanei gestiftet und 1629 die Schlosskirche nach dem Vorbild der Gnadenkapelle von Altötting erbaut, die zur vielbesuchten Wallfahrtskirche wurde und dies bis ins 19. Jahrhundert blieb.
Fürstenstein wurde im Dreißigjährigen Krieg von schwedischen Truppen geplündert. Nach 1680 fiel durch Heirat der Erbtochter das Schloss an Ludwig Graf von Perusa. Im Jahr 1742 erreichten die Panduren den Ort, sie wurden zwar von einer bayerischen Freikompanie abgewehrt, dennoch verwüsteten sie 1744 das Schloss.
Schloss Fürstenstein geriet 1803 durch Heirat an den großherzoglich-hessischen Generalleutnant Heinrich von Oyen. Er verkaufte 1836 den Gutsbesitz an den bayerischen Staat, das Schloss hingegen an den Posthalter Maier. Die Kaplanei wurde 1839 zum Benefizium erhoben.
Das Schloss diente danach als Gastwirtschaft mit Brauerei. 1848 wurde es durch einen Brand zerstört und verfiel. Im Jahr 1860 erwarb der Passauer Bischof Heinrich von Hofstätter die Ruine für 22.000 Gulden. Er ließ Schloss Fürstenstein wiederaufbauen und übergab es 1861 den Englischen Fräulein. Diese richteten ein Erziehungsheim für verwahrloste Knaben ein.
Das Erziehungsheim wurde 1893 in ein Internat mit Knabenvolksschule umgewandelt. Im Internat wohnten zeitweise bis zu 200 Schüler und um die 30 Ordensschwestern.
Der Marstall des Traktes wurde 1952 mit einer Kapelle erweitert. Im Jahr 2001 schlossen die Englischen Fräulein wegen sinkender Schülerzahlen und Nachwuchsmangel unter den Ordensfrauen die Heimvolksschule. Das Schloss geriet in die Schlagzeilen, als es 2005 zusammen mit der Englburg im Internet-Auktionshaus eBay als „Juwele im Bayerischen Wald“ auftauchte. Im Jahr 2007 wurde die etwa 5000 Quadratmeter große Anlage von der in Spanien lebenden Deutschen Annette Pinker erworben, die den Gebäudekomplex, der eine hervorragende Aussicht bietet, als Kultur-, Bildungs- und Gastronomieprojekt teilweise der Öffentlichkeit zugänglich machen wollte. Das Schloss ist seit einer großen Renovierung nach 2007 für einzelne Veranstaltungen wie zum Beispiel der jährliche Europa-Gipfel, initiiert von Konrad Kobler. Aber auch kulturelle Veranstaltungen finden im Rittersaal und im Schlossinnenhof statt. Besichtigt werden kann das Schloss nur von außen.

## Schlossgebäude
Die heutige Anlage ist zweigeteilt. Es kann deutlich zwischen dem unteren und dem oberen Schloss unterschieden werden. Das untere Schloss gruppiert sich um einen Innenhof, an dessen östlicher Seite sich drei wuchtige Rundtürme erheben. In diesen Türmen ist noch mittelalterliche Bausubstanz vorhanden.
Aus dem Burghof führt eine Freitreppe zum oberen Schloss, dem Hochschloss. Dieses ist ein zweiflügeliger Bau, an dessen Südseite Überreste der mittelalterlichen Bewehrung sichtbar sind.
Weiterhin ist das Schloss in einen Privat- und Öffentlichkeitsbereich unterteilt. Letzterer schließt nur den nördlichen Flügel des unteren Schlosses ein und auch nur dieser Bereich ist bei Veranstaltungen geöffnet.

## Von der Schlosskapelle zur PfarrkircheMariä Himmelfahrt
Direkt an das Schloss angrenzend steht die katholische Pfarrkirche Mariä Himmelfahrt, die sich in die Anlage einfügt. Es gibt sogar eine Treppe, die von der Kirche direkt in einen Nebensaal des Schlosses führt. Die Kirche entstand schrittweise aus der Gnadenkapelle des 17. Jahrhunderts und entwickelte sich zu einem beliebten Wallfahrtsort. Sie erhielt um 1620 als wichtige Ausstattung die heute noch erhaltene frühbarocke Nachbildung der Schwarzen Madonna von Altötting als Gnadenbild. Die Kirche nannte sich in dieser Zeit selbst „Unser Lieben Frauen Gotteshaus und Schlosskapelle zu Neuenötting im Wald bei Fürstenstein“.
Im Jahr 1867 verlängerte man das Kirchengebäude nach Westen und errichtete einen 28 Meter hohen neugotischen achteckigen Turm mit Spitzhaube. Zehn Jahre später, 1877 folgte die Erhebung des Benefiziums zur Expositur, 1894 zur Pfarrei. Die Anzahl der im Ort lebenden Christen stieg mit der florierenden Industrie, sodass ein größerer Kirchbau erforderlich wurde. Totalabriss und Neubau waren aber zu teuer und entsprechende Pläne machten zuerst die Weltwirtschaftskrise und dann der Zweite Weltkrieg zunichte. Deshalb erfolgte 1956 ein umfangreicher Umbau, bei dem alle Gebäudeteile bis auf das Oktogon des Chores und den Turm abgebrochen wurden. Der geräumige Neubau um das Oktogon erhielt 1957 seine Weihe. Dabei bekam das Gotteshaus bis auf das Gnadenbild eine völlige Neuausstattung. Diese entstand nach Entwürfen des Landshuter Bildhauers Karl Reidel, der vor allem den heimischen Granit und Bronze verwendete.

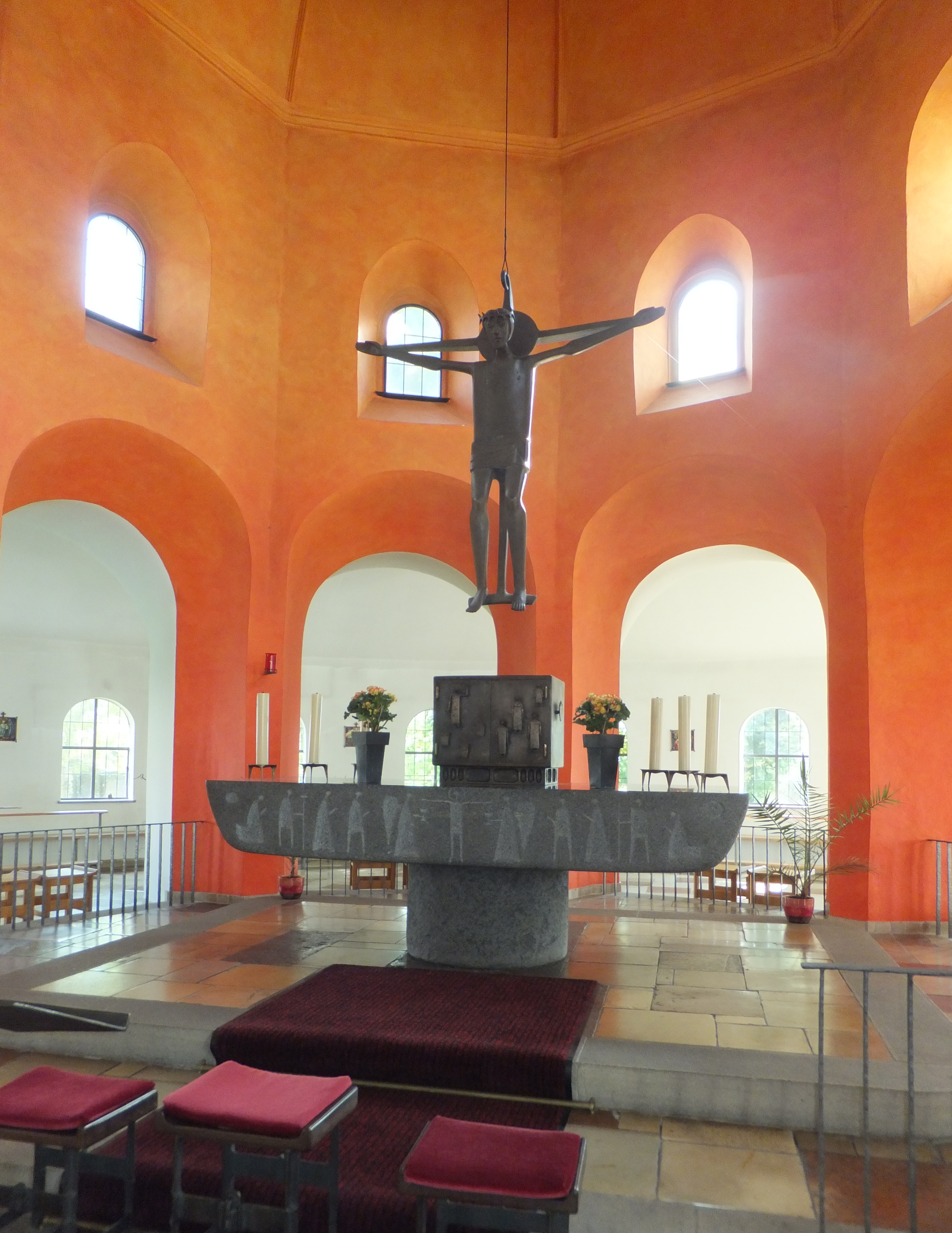
Blick auf das Choroktogon, Zustand Juli 2013

Anlässlich des 375-jährigen Kirchenjubiläums im Jahr 2004 ließ die Kirchengemeinde eine weitere Renovierung und teilweise Modernisierung vornehmen. Karl Reidel konnte für diese Arbeiten erneut gewonnen werden. Er ergänzte die Ausstattung um eine Altarinsel mit einem steinernen Volksaltar und mehr Sitzgelegenheiten. Der Münchner Künstler Stefan Fritsch gestaltete das Innere farblich vollkommen neu: Das Choroktogon mit leuchtend orangen Wandflächen dient als neue Sakramentenkapelle der Pfarrkirche, das bronzene Altarkreuz und der Volksaltar bilden zusammen mit einem mittig darauf aufgestellten Tabernakel eine Gestaltungeinheit. Die Holzverkleidung der Kirchendecke wurde abgenommen und durch einen hellgrauen Anstrich ersetzt. Ein vor das Gnadenbild gesetzter metallener Lichterbaum betont die kleine Madonna stärker.